# 通山嶽陽戰鬥
通山岳陽戰鬥發生於1938年11月1－11日，地點則是在中國湘鄂邊一帶。是抗日戰爭主要戰鬥之一，交戰一方為守軍之國民革命軍，另一方則為日軍。